# Nowobiełaja
Nowobiełaja (ros. Новобелая) – wieś w Rosji, w obwodzie woroneskim, w rejonie kantiemirowski. W 2010 liczyła 1518 mieszkańców.